# Ken’ichirō Tokura
Ken’ichirō Tokura (jap. 戸倉 健一郎 Tokura Ken’ichirō; ur. 31 maja 1971) – japoński piłkarz występujący na pozycji obrońcy.

## Kariera klubowa
Od 1994 do 2001 roku występował w klubach Verdy Kawasaki, Kawasaki Frontale, Gamba Osaka, Kyoto Purple Sanga i Shonan Bellmare.